# Rossio

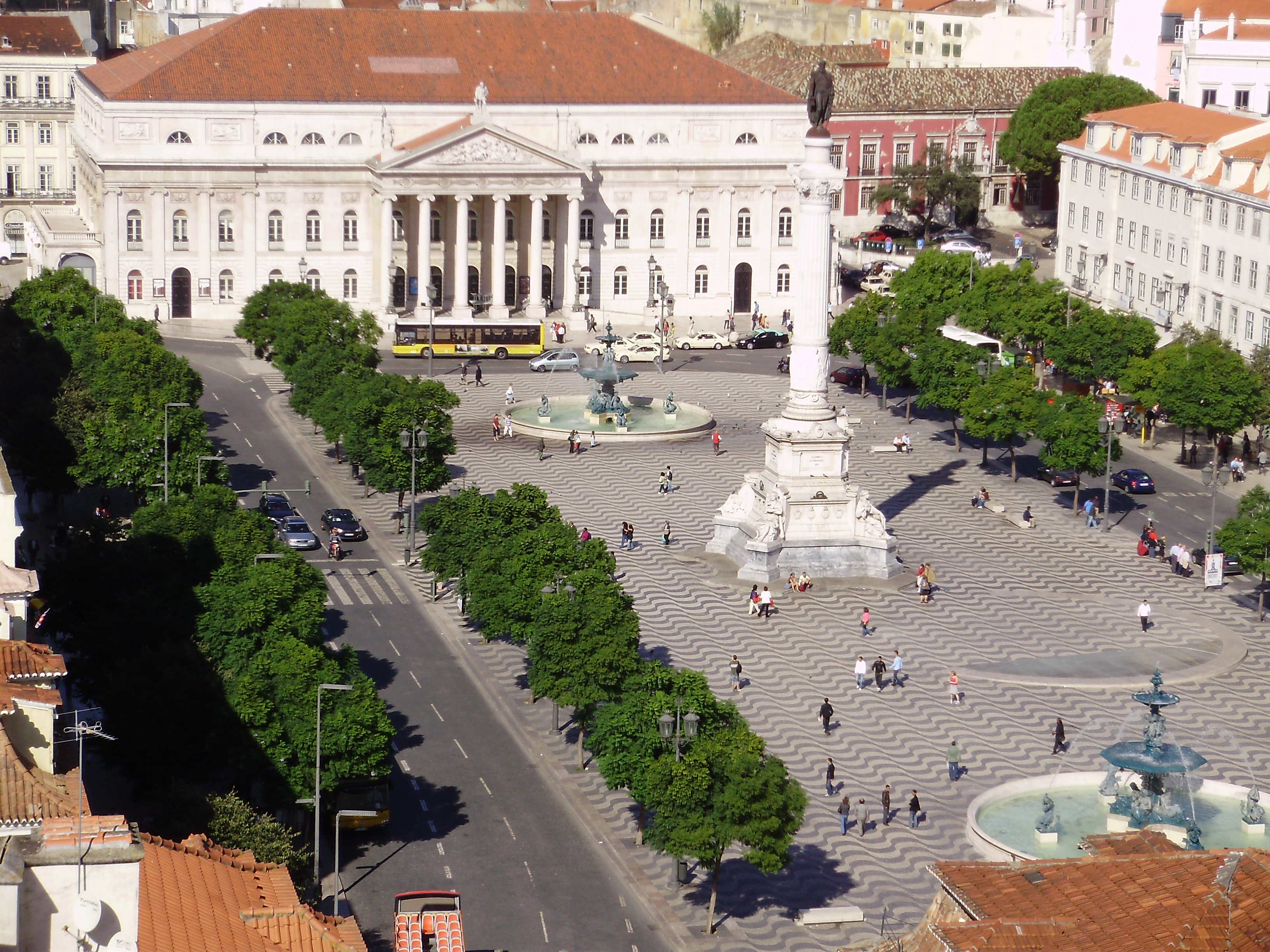
Ansicht des Rossio mit dem Teatro Dona Maria II, den Bronzespringbrunnen und der Statue Pedros IV. (gesehen vom Elevador de Santa Justa)

Der Rossio, [ʀu'siw], offiziell Praça de D. Pedro IV, ['prasɐ də dõ 'pɛdro 'kwartu], ist neben der Praça da Figueira und der Praça do Comércio einer der drei wichtigsten innerstädtischen Plätze der portugiesischen Hauptstadt Lissabon. Er befindet sich in der Baixa Pombalina und ist seit dem Mittelalter Hauptzentrum der Innenstadt. Er war Schauplatz zahlreicher Feiern und Revolutionen, heute ist er vornehmlich beliebter Treffpunkt sowohl der Lissabonner Einwohner als auch der Touristen. Innerhalb Lissabons ist der Rossio ein wichtiger Verkehrsknotenpunkt zwischen der grünen Linie (Linha Verde) der Metro Lissabon (U-Bahnhof Rossio) und dem gleichnamigen Kopfbahnhof der portugiesischen Eisenbahnen, meist als Terminal do Rossio bezeichnet.
Der aktuelle offizielle Name Praça de D. Pedro IV erinnert an den portugiesischen König Pedro IV., den späteren brasilianischen Kaiser Pedro I. Eine Bronzestatue des Königs befindet sich auf einer Säule in der Mitte des Platzes.

## Geschichte

### Ursprünge
Eine wichtige Bedeutung kam dem Rossio frühestens etwa ab dem 13. und 14. Jahrhundert zu. Zu der Zeit erweiterte sich Lissabon weiter zum Ufer des Tejos, mehr und mehr Einwohner lebten nun um den Berg des Castelo de São Jorge. Der Name Rossio bedeutet in etwa „Feld ohne Einwohner“ im alten Portugiesisch.

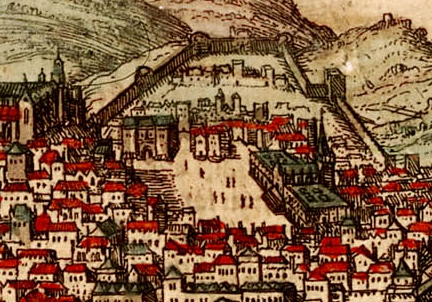
Zeichnung des Rossio aus dem 16. Jahrhundert. Der Platz ist umgrenzt durch den Paço dos Estaus (linke Ecke) und das große Königliche Allerheiligen-Spital (rechts). Zu sehen sind außerdem die äußeren Stadtwälle sowie der 1755 zerstörte Convento do Carmo.

Etwa um 1450 hatte der portugiesische König Afonso V. den Paço dos Estaus als Gästehaus an der nördlichen Seite des Rossios bauen lassen. Nachdem auch die Inquisition in Portugal Einzug erhielt, residierte diese im zentral gelegenen Paço dos Estaus. Die erste Autodafé fand um 1540 statt.
1492 befahl João II. den Bau eines der wichtigsten zivilen und karitativen Gebäude im alten Lissabon, das Königliche Allerheiligen-Spital (Hospital Real de Todos os Santos). Die Bauarbeiten für das Krankenhaus waren 1504 unter der Regentschaft Manuels I. beendet, das Gebäude umfasste nun die gesamte östliche Seite des Platzes. Das Spital soll eine lange Galerie und ein im manuelinischen Stil gehaltenen Portikus besessen haben.
In der nordöstlichen Ecke des Platzes befand sich seit spätestens des 18. Jahrhunderts der Palácio das Almadas. 1640 war dieser vor allem Treffpunkt des portugiesischen Adels, um einen Widerstand gegen die spanische Herrschaft zu planen, was wiederum im Restaurationskrieg endete. Aufgrund dessen wird das Gebäude auf Palácio da Independência („Palast der Unabhängigkeit“) genannt.
Am Rossio befand sich ab dem 13. Jahrhundert ein Konvent des Dominikanerordens. Die Dominikanerkirche wurde durch das Erdbeben von 1755 stark zerstört, der Orden baute die Kirche daraufhin im Barockstil wieder auf.

### Das Erdbeben von 1755 und der Wiederaufbau

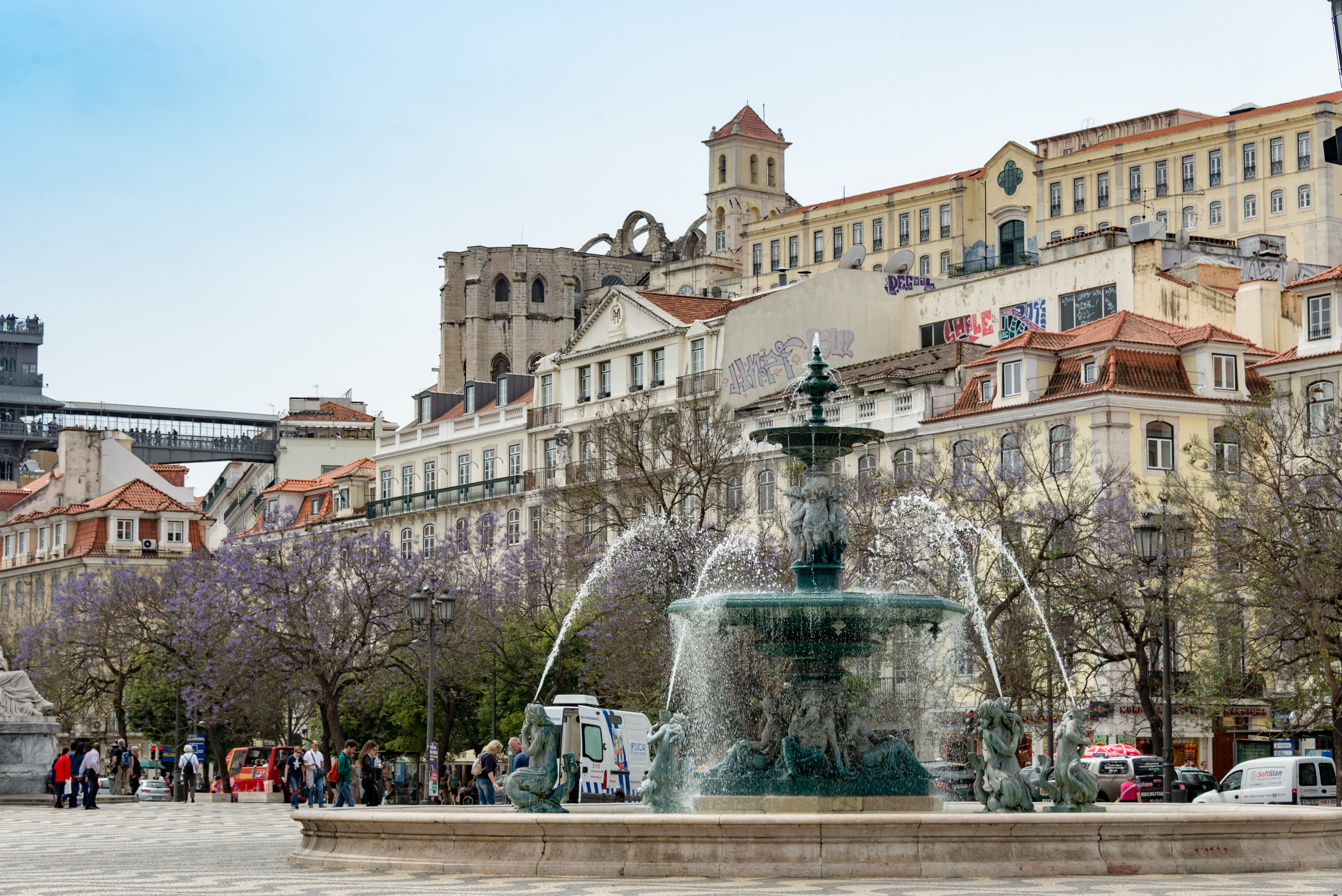
Seit dem 19. Jahrhundert schmücken zwei französische Bronzebrunnen den Rossio. Im Hintergrund blühende Jacarandas, oben die Ruine des Convento do Carmo und links der Elevador de Santa Justa

Durch das große Erdbeben von Lissabon 1755 war ein Großteil der Lissabonner Innenstadt zerstört, sodass daraufhin unter Sebastião José de Carvalho e Melo, dem späteren Marquês de Pombal, ein großes Wiederaufbauprogramm erfolgte. Nahezu alle Gebäude am Rossio waren zerstört, mit Ausnahme des Unabhängigkeitspalastes. Den Wiederaufbau des Rossios nahmen die Architekten Eugénios dos Santos und Carlos Mardel in der zweiten Hälfte des 18. Jahrhunderts in Angriff, beide vertraten den heute präsenten Stil des Pombalinismus.
Aus der Zeit der pombalinischen Rekonstruktion stammt unter anderem der Fahnenbogen Arco do Bandeira, ein großer Torbogen mit barockem Giebel, der den Rossio mit der Rua dos Sapateiros verbindet. Durch das schachbrettartige Muster der neu aufgebauten Innenstadt erhielt der Rossio durch die Rua Augusta und die Rua Áurea eine Direktverbindung zum anderen wichtigen, innerstädtischen Platz Praça do Comércio am Tejoufer.

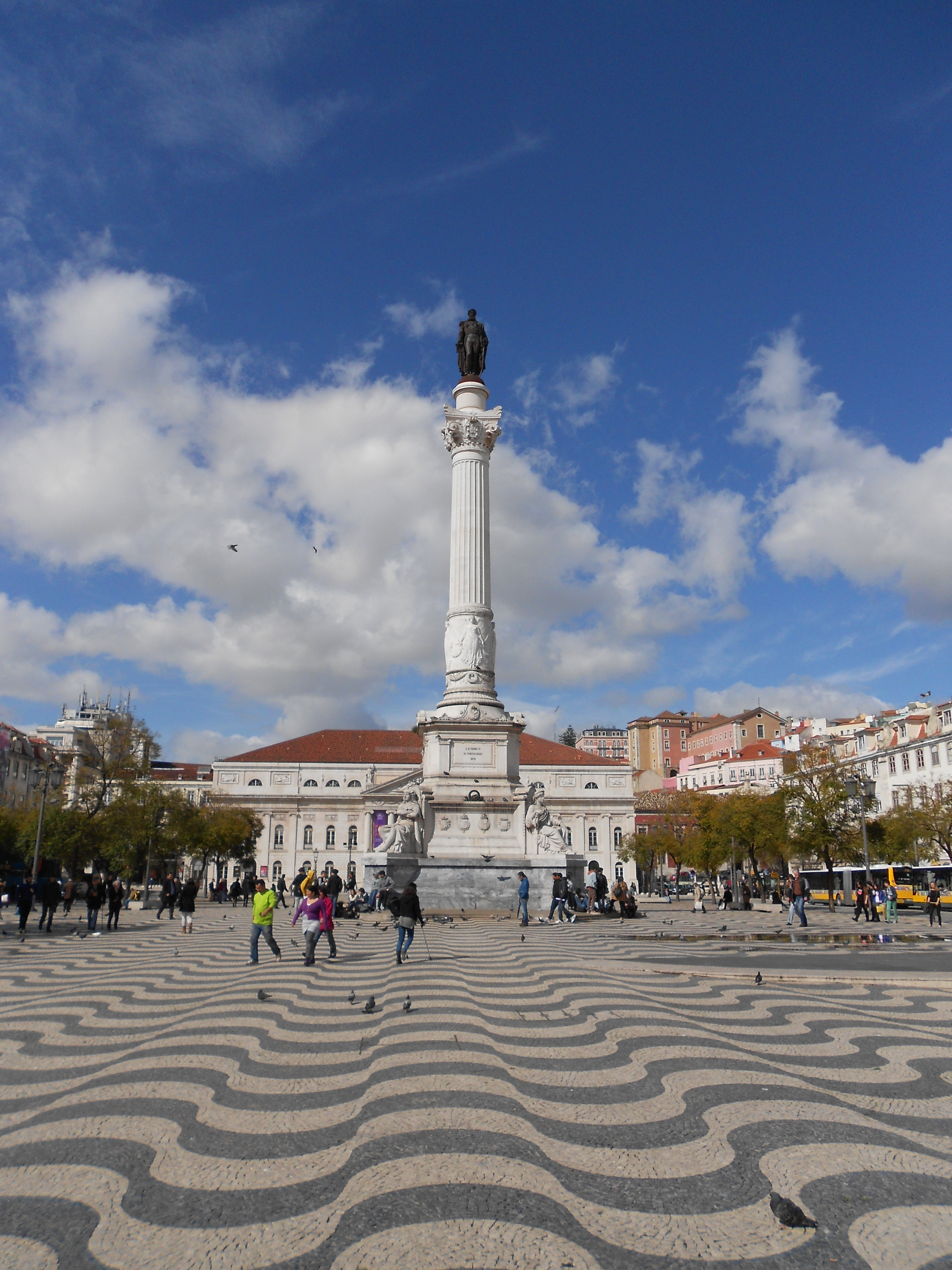
Säule mit der Bronzestatue Pedros IV. und Wellenmuster der Calçada à portuguesa

1836, nach dem Ausbruch eines großen Feuers, war der Palácio das Almadas, der Unabhängigkeitspalast, zerstört. Durch eine große Spende des portugiesischen Schriftstellers und Poeten Almeida Garrett wurde entschieden, dort ein Theater an dieser Stelle zu errichten. Das daraufhin in den vierziger Jahren des 19. Jahrhunderts gebaute Teatro Nacional D. Maria II entwarf der Italiener Fortunato Lodi im klassizistischen Stil. Eine Statue des portugiesischen Theaterschriftstellers Gil Vicente prangt bis heute auf dem Giebel des Theaters. Ironie des Schicksals, dass die vorher an dem Ort befindliche Inquisition einige Stücke Vicentes im 16. Jahrhundert zensiert hatte.
Im 19. Jahrhundert erhielt der Rossio eine typisch portugiesisches Fußbodenmosaik (Calçada à portuguesa) aus wellenförmig verlegten grauen und weißen Pflastersteinen, außerdem wurden zwei französische Springbrunnen mit bronzenen Skulpturen installiert. 1874 wurde die neue Statue des portugiesischen Königs Pedro IV. auf dem Platz errichtet. Zur gleichen Zeit erfolgte auch die Umbenennung des Platzes zu seinem heutigen Namen, der von der Bevölkerung jedoch kaum akzeptiert wird.

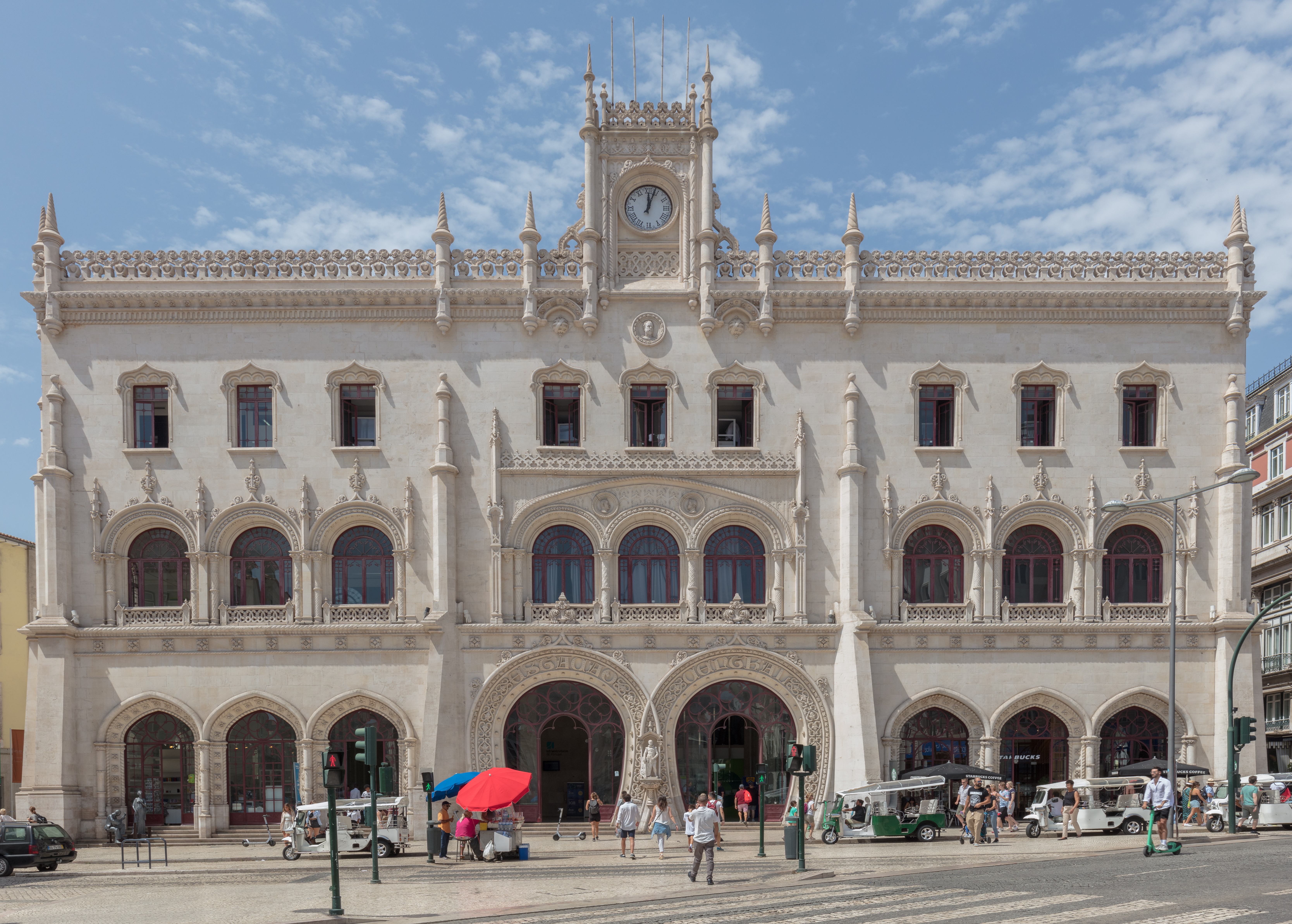
Kopfbahnhof Rossio, entworfen 1886 durch José Luís Monteiro

Zwischen 1886 und 1887 erhielt der Rossio ein anderes bis heute prägendes Gebäude, den Bahnhof Rossio. José Luís Monteiro entwarf den im neo-manuelinischen gehaltenen neuen Bahnhof für die Strecke nach Sintra, wo sich unter anderem das königliche Sommerschloss Palácio Nacional da Pena befand.